# Racing Club de Lens 1997-1998
Questa voce raccoglie le informazioni riguardanti il Racing Club de Lens nelle competizioni ufficiali della stagione 1997-1998.

## Stagione
Durante quasi tutto l'arco della stagione il Lens alternò delle brevi strisce di vittorie consecutive a delle sconfitte, riuscendo a mantenere il contatto con le posizioni di vertice. Ottenendo, nelle ultime dodici partite, dieci vittorie spesso caratterizzate da un notevole scarto di reti, i Sang et Or si inserirono nella lotta al titolo: decisive furono le vittorie negli scontri diretti con il Monaco, il Paris Saint-Germain e soprattutto la capolista Metz, sorpassata a quattro giornate dal termine. Primi in solitaria alla vigilia della penultima giornata, i Sang et Or vennero successivamente raggiunti in vetta dal Metz, ma poterono festeggiare il primo titolo nazionale della loro storia grazie a una miglior differenza reti nei confronti degli avversari.
Pochi giorni prima della vittoria del titolo il Lens aveva disputato la finale di Coupe de France, perdendo per 2-1 contro il Paris Saint-Germain; con il medesimo punteggio i parigini avevano interrotto alle semifinali il cammino dei Sang et Or in Coppa di Lega.

## Maglie e sponsor
Lo sponsor tecnico per la stagione 1997-1998 è Umbro, mentre lo sponsor ufficiale è Kia per il campionato e Carte Aurore per la Coppa di Francia.
| Manica sinistra · Manica sinistra · Maglietta · Maglietta · Manica destra · Manica destra · Pantaloncini · Calzettoni | Manica sinistra · Manica sinistra · Maglietta · Maglietta · Manica destra · Manica destra · Pantaloncini · Pantaloncini · Calzettoni · Calzettoni | Manica sinistra · Maglietta · Maglietta · Manica destra · Pantaloncini · Calzettoni |  |

## Organigramma societario
Area direttiva
- Presidente: Gervais Martel

Area tecnica
- Allenatore: Daniel Leclercq
- Allenatore in seconda: François Brisson[2]
- Preparatore dei portieri: André Lannoy[3]

## Rosa
| N. |                       | Ruolo | Calciatore                   |
| -- | --------------------- | ----- | ---------------------------- |
| 1  | Francia (bandiera)    | P     | Guillaume Warmuz             |
| 2  | Francia (bandiera)    | D     | Éric Sikora                  |
| 3  | Francia (bandiera)    | D     | Yoann Lachor                 |
| 4  | Francia (bandiera)    | D     | Cyrille Magnier              |
| 6  | Madagascar (bandiera) | C     | Hervé Arsène                 |
| 7  | Francia (bandiera)    | C     | Mickaël Debève               |
| 8  | Francia (bandiera)    | D     | Jean-Guy Wallemme (capitano) |
| 9  | Jugoslavia (bandiera) | A     | Anto Drobnjak                |
| 10 | Francia (bandiera)    | C     | Stéphane Ziani               |
| 11 | Francia (bandiera)    | A     | Tony Vairelles               |
| 12 | Haiti (bandiera)      | A     | Wagneau Eloi                 |
| 13 | Francia (bandiera)    | C     | Frédéric Déhu                |

| N. |                      | Ruolo | Calciatore              |
| -- | -------------------- | ----- | ----------------------- |
| 14 | Nigeria (bandiera)   | C     | Wilson Oruma            |
| 15 | Francia (bandiera)   | C     | Franck Chaussidière     |
| 16 | Francia (bandiera)   | P     | Cédric Berthelin        |
| 17 | Camerun (bandiera)   | C     | Marc-Vivien Foé         |
| 18 | Francia (bandiera)   | A     | Philippe Brunel         |
| 19 | Rep. Ceca (bandiera) | A     | Vladimír Šmicer         |
| 22 | Francia (bandiera)   | D     | Xavier Méride           |
| 24 | Francia (bandiera)   | D     | José-Karl Pierre-Fanfan |
| 25 | Francia (bandiera)   | C     | Romain Pitau            |
| 26 | Francia (bandiera)   | D     | Aboubacar Sankharé      |
| 27 | Nigeria (bandiera)   | A     | Emmanuel Akwuegbu       |
| 30 | Francia (bandiera)   | P     | Christophe Marichez     |

## Statistiche

### Andamento in campionato
| Giornata  | 1 | 2 | 3 | 4 | 5 | 6 | 7  | 8 | 9 | 10 | 11 | 12 | 13 | 14 | 15 | 16 | 17 | 18 | 19 | 20 | 21 | 22 | 23 | 24 | 25 | 26 | 27 | 28 | 29 | 30 | 31 | 32 | 33 | 34 |
| --------- | - | - | - | - | - | - | -- | - | - | -- | -- | -- | -- | -- | -- | -- | -- | -- | -- | -- | -- | -- | -- | -- | -- | -- | -- | -- | -- | -- | -- | -- | -- | -- |
| Luogo     | C | T | C | T | C | C | T  | C | T | C  | T  | C  | C  | T  | C  | T  | C  | T  | C  | T  | T  | C  | T  | C  | T  | C  | T  | C  | T  | T  | C  | T  | C  | T  |
| Risultato | V | P | N | V | N | N | P  | V | V | V  | P  | V  | P  | N  | V  | V  | P  | V  | V  | P  | V  | P  | V  | V  | V  | P  | V  | V  | V  | V  | V  | V  | V  | N  |
| Posizione | 1 | 8 | 9 | 4 | 5 | 7 | 10 | 8 | 5 | 5  | 7  | 5  | 6  | 7  | 6  | 6  | 6  | 5  | 5  | 5  | 5  | 5  | 5  | 5  | 4  | 4  | 4  | 2  | 2  | 1  | 1  | 1  | 1  | 1  |

Fonte:  France » Ligue 1 1997/1998 » Schedule, su worldfootball.net.
Legenda:

Luogo: C = Casa; T = Trasferta. Risultato: V = Vittoria; N = Pareggio; P = Sconfitta.

### Statistiche dei giocatori
| Giocatore          | Division 1 | Division 1 | Division 1  | Division 1 | Coppa di Francia | Coppa di Francia | Coppa di Francia | Coppa di Francia | Coppa di Lega | Coppa di Lega | Coppa di Lega | Coppa di Lega | Totale   | Totale | Totale      | Totale     |
| Giocatore          | Presenze   | Reti       | Ammonizioni | Espulsioni | Presenze         | Reti             | Ammonizioni      | Espulsioni       | Presenze      | Reti          | Ammonizioni   | Espulsioni    | Presenze | Reti   | Ammonizioni | Espulsioni |
| ------------------ | ---------- | ---------- | ----------- | ---------- | ---------------- | ---------------- | ---------------- | ---------------- | ------------- | ------------- | ------------- | ------------- | -------- | ------ | ----------- | ---------- |
| H. Arsène          | 19         | 0          | 2           | 0          | 4                | 0                | 0                | 0                | 2             | 0             | 0             | 0             | 25       | 0      | 2           | 0          |
| P. Brunel          | 33         | 1          | 3           | 0          | 6                | 2                | 0                | 0                | 4             | 0             | 1             | 0             | 43       | 3      | 4           | 0          |
| F. Chaussidière    | 0          | 0          | 0           | 0          | 1                | 0                | 0                | 0                | 0             | 0             | 0             | 0             | 1        | 0      | 0           | 0          |
| M. Debève          | 29         | 2          | 1           | 0          | 6                | 0                | 0                | 0                | 4             | 0             | 0             | 0             | 39       | 2      | 1           | 0          |
| F. Déhu            | 32         | 1          | 2           | 0          | 3                | 2                | 0                | 0                | 2             | 0             | 0             | 0             | 37       | 3      | 2           | 0          |
| A. Drobnjak        | 32         | 14         | 1           | 0          | 5                | 0                | 0                | 0                | 3             | 1             | 0             | 0             | 40       | 15     | 1           | 0          |
| W. Eloi            | 20         | 3          | 1           | 1          | 4                | 0                | 0                | 0                | 1             | 0             | 0             | 0             | 25       | 3      | 1           | 1          |
| M.V. Foé           | 18         | 2          | 6           | 1          | 4                | 0                | 0                | 0                | 1             | 0             | 0             | 0             | 23       | 2      | 6           | 1          |
| Y. Lachor          | 27         | 2          | 3           | 0          | 5                | 0                | 0                | 0                | 4             | 0             | 0             | 0             | 36       | 2      | 3           | 0          |
| C. Magnier         | 26         | 0          | 5           | 0          | 5                | 1                | 0                | 0                | 2             | 0             | 1             | 0             | 33       | 1      | 6           | 0          |
| C. Marichez        | 0          | -0         | 0           | 0          | 2                | -?               | 0                | 0                | 0             | -0            | 0             | 0             | 2        | -0+    | 0           | 0          |
| X. Méride          | 7          | 0          | 1           | 0          | 3                | 0                | 0                | 0                | 2             | 0             | 0             | 0             | 12       | 0      | 1           | 0          |
| J.K. Pierre-Fanfan | 12         | 0          | 2           | 0          | 1                | 0                | 0                | 0                | 0             | 0             | 0             | 0             | 13       | 0      | 2           | 0          |
| W. Oruma           | 7          | 0          | 1           | 0          | 3                | 0                | 0                | 0                | 2             | 0             | 0             | 0             | 12       | 0      | 1           | 0          |
| R. Pitau           | 2          | 0          | 0           | 0          | 0                | 0                | 0                | 0                | 0             | 0             | 0             | 0             | 2        | 0      | 0           | 0          |
| A. Sankharé        | 3          | 0          | 0           | 0          | 0                | 0                | 0                | 0                | 0             | 0             | 0             | 0             | 3        | 0      | 0           | 0          |
| É. Sikora          | 33         | 0          | 7           | 0          | 5                | 0                | 0                | 0                | 3             | 0             | 0             | 0             | 41       | 0      | 7           | 0          |
| V. Šmicer          | 28         | 7          | 4           | 0          | 6                | 3                | 0                | 0                | 4             | 1             | 1             | 0             | 38       | 11     | 5           | 0          |
| T. Vairelles       | 32         | 9          | 2           | 1          | 5                | 2                | 0                | 0                | 3             | 0             | 1             | 0             | 40       | 11     | 3           | 1          |
| J.G. Wallemme      | 28         | 0          | 4           | 1          | 4                | 0                | 0                | 0                | 4             | 0             | 0             | 0             | 36       | 0      | 4           | 1          |
| G. Warmuz          | 34         | -30        | 1           | 0          | 4                | -?               | 0                | 0                | 4             | -3            | 0             | 0             | 42       | -33+   | 1           | 0          |
| S. Ziani           | 32         | 11         | 0           | 0          | 4                | 2                | 0                | 0                | 4             | 1             | 1             | 0             | 40       | 14     | 1           | 0          |